# Schmalkaldiska kriget

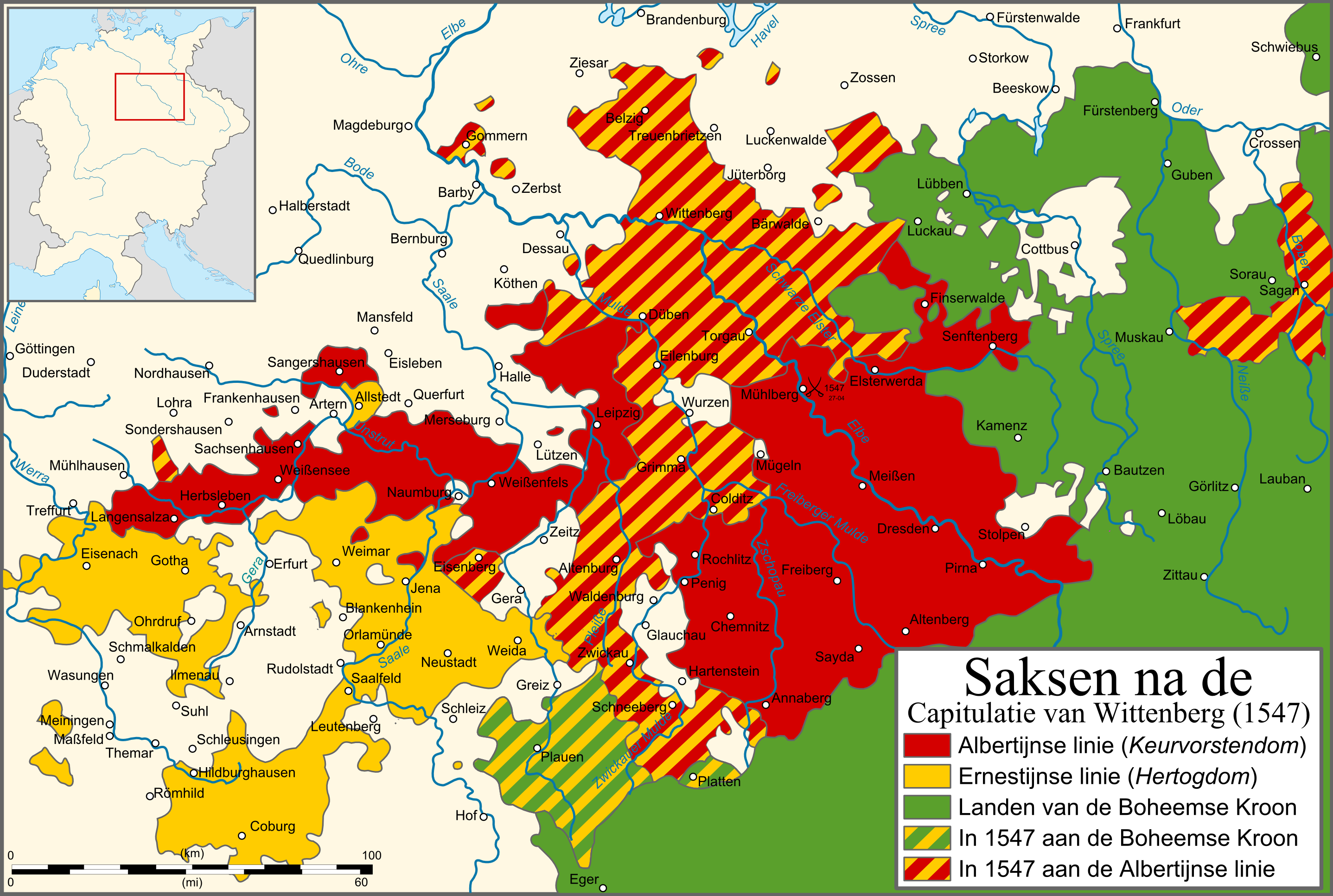
Sachsen efter kapitulationen i Wittenberg 1547:
Moritz' albertinska land (streckat: förvärv)
Johan Fredriks ernestinska land
Böhmiska land

Schmalkaldiska kriget utkämpades mellan kejsar Karl V och det Schmalkaldiska förbundet år 1546–1547. Karl V:s mål var att minska riksständernas makt i det tysk-romerska riket och förhindra att protestantismen blev rättsligt erkänd i riket.

## Bakgrund till krigsutbrottet
År 1531 bildades det så kallade Schmalkaldiska förbundet av evangeliska furstar och städer i Schmalkalden i Thüringen. Förbundet hade en egen armé och bland de anslutna fanns kurfurst Johan Fredrik I av Sachsen, lantgreve Filip I av Hessen och hertig Ernst I av Braunschweig-Lüneburg samt elva riksstäder.
Förbundet växte sig allt större och hotade slutligen kejsar Karl V:s makt, då han redan låg i krig med Frankrike och Osmanska riket. Detta gav förbundet tillfälle att tvinga kejsaren till förhandlingar, som år 1532 resulterade i en fred, undertecknad i Nürnberg.

## Krigsförlopp
När Karl V år 1544 hade avslutat kriget mot Frankrike och samtidigt skapat en allians med påven Paulus III och hertigen av Bayern försämrades situationen. Trots kyrkans önskan att agera mot "kättarna" väntade kejsaren på ett lämpligt tillfälle. Ögonblicket kom när den katolske hertigen Henrik II av Braunschweig-Wolfenbüttel försökte återfå det territorium som han hade förlorat 1542. Han blev istället det Schmalkaldiska förbundets fånge, vilket fick kejsaren att bannlysa förbundets ledare. Dessutom fick Karl V hertig Moritz av Sachsen på sin sida. Denne levde sedan länge i fiendskap med sin släkting Johan Fredrik.
År 1546 hade Karl V i södra Tyskland samlat en här av katolska trupper från Italien och kejserliga enheter från Nederländerna. Under sommaren förekom dock endast några mindre strider vid Donau. Moritz av Sachsen hade i början lovat att hålla sig neutral, men efter att kejserliga trupper marscherat mot Sachsen passade han på att rikta sitt fokus mot sin släkting istället. Filip I:s av Hessen schmalkaldiska enheter saknade därför understöd vid Donau och började fredsförhandlingar med kejsaren. Dessa förhandlingar nådde dock ingen framgång. 
Under våren 1547 marscherade Johan Fredrik I av Sachsen med 7 000 soldater längs floden Elbe norrut mot furstendömets huvudstad Wittenberg. De förföljdes av kejsarens 27 000 man starka armé på andra sidan av floden. Den 24 april 1547 korsade soldater från kejsarens armé floden och det uppstod strider som blev startskottet för slaget vid Mühlberg. 
Johan Fredrik insåg att han var underlägsen. Hans trupper lyckades inte sätta sig i skydd i befästningarna vid Torgau och Wittenberg, utan blev tillintetgjorda av Karl V:s armé. Johan Fredrik själv togs kort därefter tillfånga av kejsarens husarer. Filip av Hessen kapitulerade i Halle an der Saale. Förbundets ledare arresterades och hölls fången under flera år i Nederländerna. Moritz belönades med kurfurstevärdigheten, men den fråntogs honom av Johan Fredrik, tillsammans med stora delar av hans besittningar. Han förlorade då kurlandet, med vilket den kurfurstliga värdigheten var förenad (Wittenbergkapitulationen 1547). 
Kriget var på så sätt avslutat, men protestanterna hade sedan mindre framgångar i slaget vid Drakenburg nära Bremen (23 maj 1547). Staden Magdeburg motsatte sig kejsarens order fram till 1551.

## Bildgalleri

Kejsar Karl V vid Mühlberg, målad av Tizian 1548.
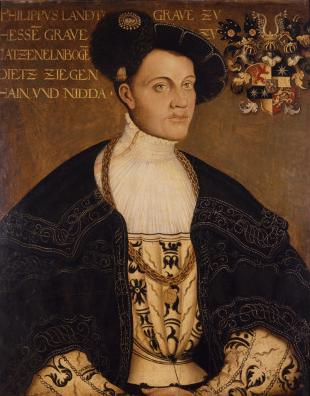
Filip I av Hessen
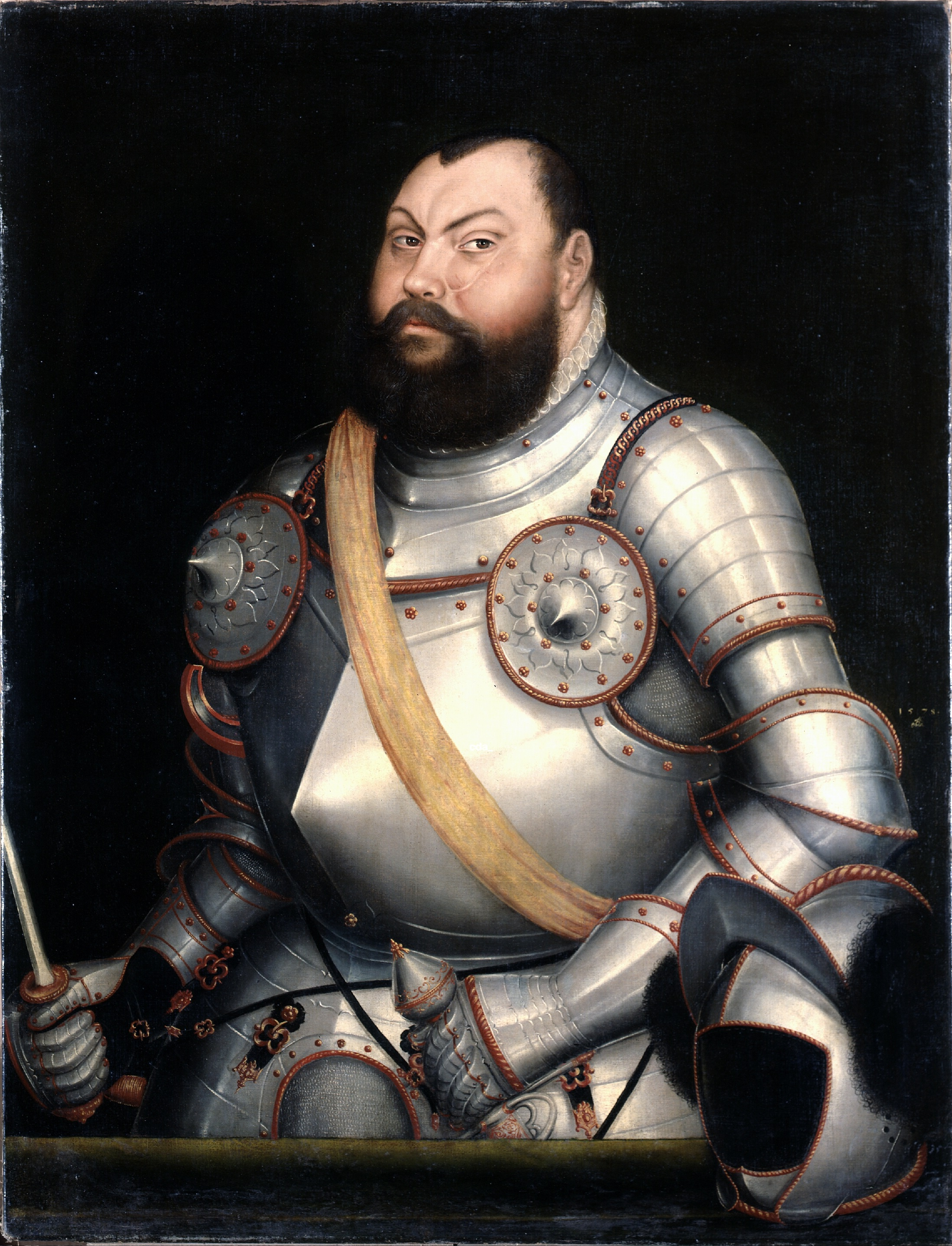
Johan Fredrik I av Sachsen